# Francis Godwin

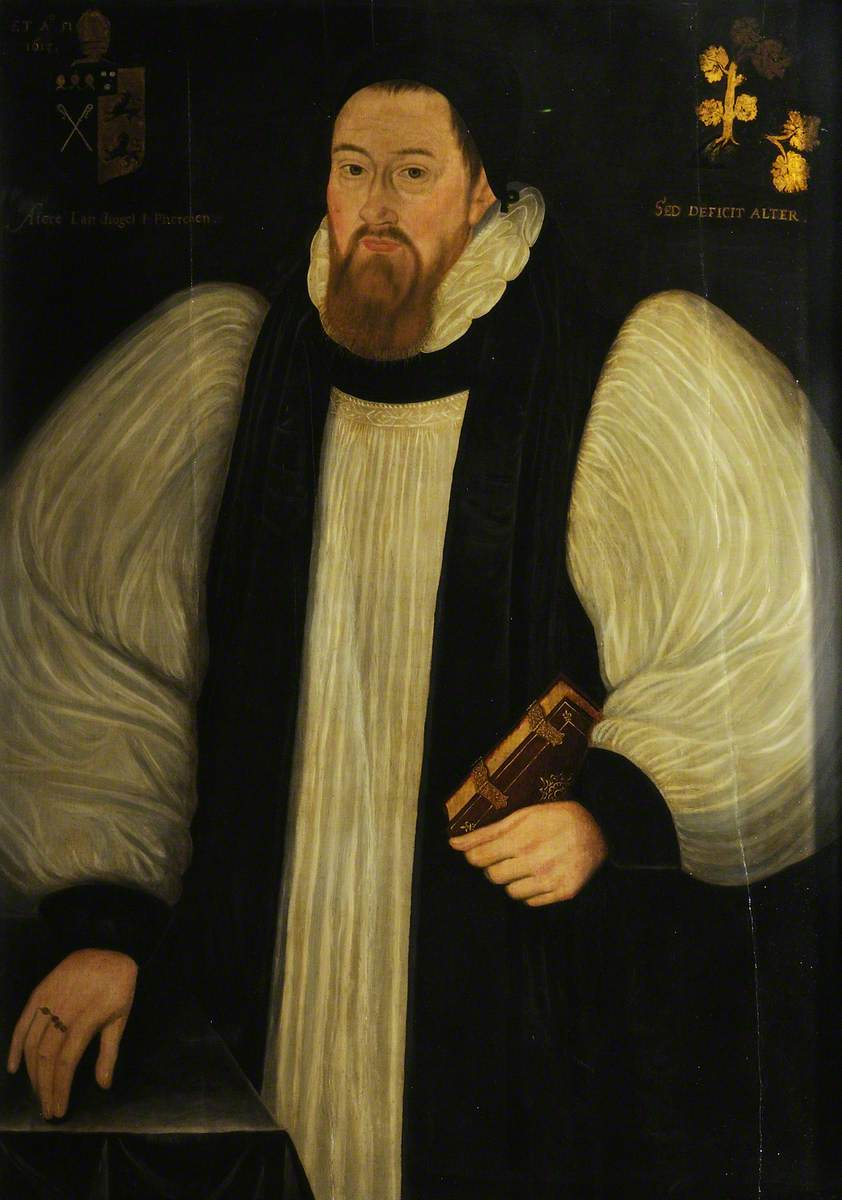
Episcopul Godwin

Francis Godwin (n. 1562, Northamptonshire, Anglia, Regatul Unit – d. aprilie 1633, Hereford, Anglia, Regatul Unit) a fost un istoric englez, autor de literatură științifico-fantastică și episcop anglican de Llandaff și de Hereford.

## Biografie
El a fost fiul lui Thomas Godwin, episcopul anglican de Bath și Wells, și s-a născut la Hannington, Northamptonshire. Era unchiul scriitorului Jonathan Swift. A devenit student la colegiul Christ Church, Oxford, în 1578, unde a obținut diploma de licență în 1580 și diploma de master în 1583.
După organizarea a două Somerset trairi a fost numit în 1587 în funcția de vicedecan de Exeter. În 1590 l-a însoțit pe William Camden într-un turneu de strângere de antichități prin Țara Galilor. A obținut titlul de doctor în teologie în 1595. În 1601 a publicat Catalogue of the Bishops of England since the first planting of the Christian Religion in this Island, o lucrare istorică care l-a ajutat să obțină în același an numirea în postul de episcop de Llandaff. După ce o a doua ediție a apărut în 1615, Godwin a publicat în 1616 o ediție în limba latină, cu o dedicație pentru regele Iacob I, care i-a acordat în anul următor episcopia de Hereford. Lucrarea a fost republicata, cu o continuare de William Richardson, în 1743.
Godwin a murit, după o boală care a evoluat lent, în aprilie 1633 în Whitbourne, Herefordshire.

## Lucrări
În 1616 Godwin a publicat Rerum Anglicarum, Henrico VIII., Edwardo VI. et Maria regnantibus, Annales, care a fost tradusă ulterior și publicată de către fiul său, Morgan, sub titlul Annales of England (1630). El este, de asemenea, autorul unei cărți remarcabile, publicate postum în 1638 și intitulate The Man in the Moone, or a Discourse of a Voyage thither, by Domingo Gonsales, scrisă se pare cândva prin anii 1620. (Cu privire la data elaborării, vezi ediția îngrijită de John Anthony Butler a lucrării The Man in the Moon [Dovehouse, 1995], pp.  14-15.) În această lucrare fantastică Godwin nu numai că se declară un adept al sistemului astronomic al lui Copernic, dar adoptă principiile legii gravitației așa cum erau cunoscute până atunci, presupunând că greutatea scade proporțional cu distanța de la Pământ. Lucrarea, care dovedește o fantezie considerabilă, a influențat scrierea The discovery of a world in the Moone a lui John Wilkins. Ambele lucrări au fost traduse în franceză, și au fost imitate în mai multe aspecte importante de Cyrano de Bergerac (Statele Lunii), de la care (dacă nu direct de la Godwin) Jonathan Swift a obținut valoroase sugestii în descrierea călătoriei lui Gulliver în Laputa.
O altă lucrare a lui Godwin, Nuncius inanimatus, published In Utopia, tipărită pentru prima dată în 1629 și din nou în 1657, pare să fi fost sursa de inspirație a scrierii Mercury, or the Secret and Swift Messenger de John Wilkins, care a apărut în 1641. De asemenea, Godwin a mai scris lucrarea De praesulibus Angliae (1616).

## Legături externe
- The Encyclopedia of Astrobiology, Astronomy and Space Flight
- Concept of Weightlessness
- Opere de sau despre Francis Godwin la Internet Archive
- Lucrări de Francis Godwin la LibriVox (cărți audio aflate în domeniul public)